# Gare de Teteriv
La gare de Teteriv (en ukrainien : Тетерів (станція), est l'une des gares ferroviaires à Piskivka en Ukraine.

## Situation ferroviaire

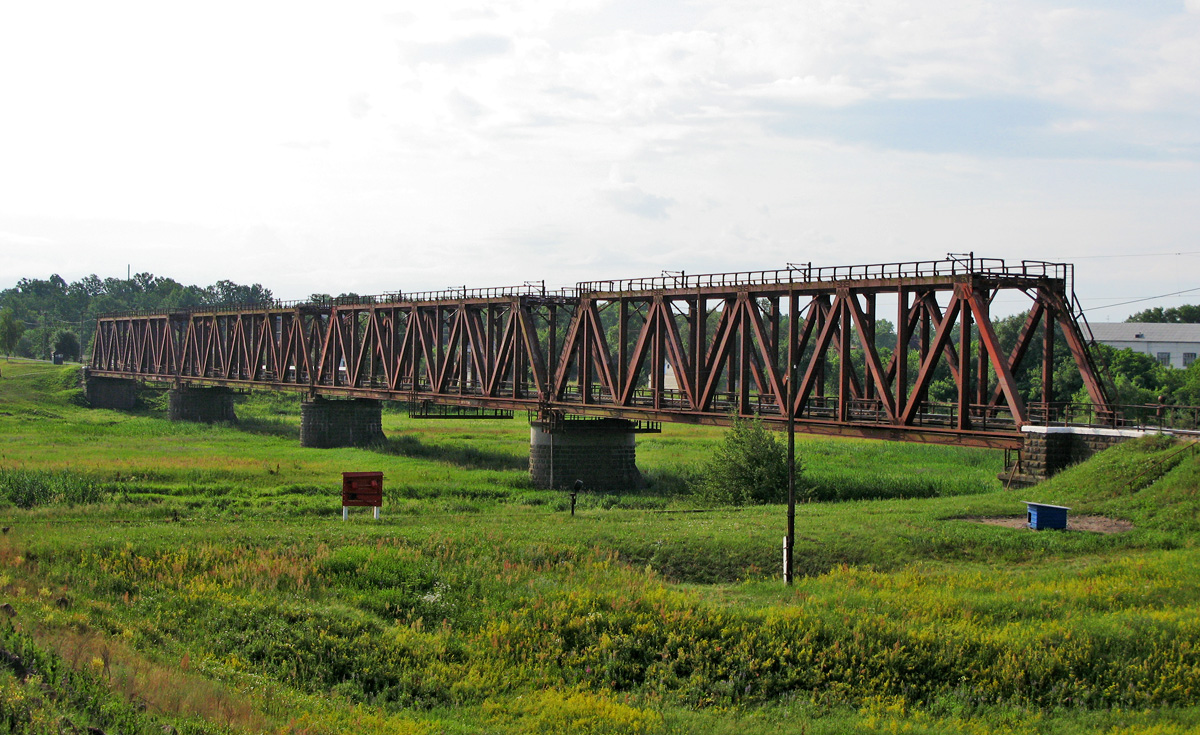
Pont ferroviaire pardessus la rivière Teteriv.

De 1968 à 1968, c'était la fin de la ligne électrifiée vers Korosten. Avant 2007, les trains de la Gare de Kiev-Passajyrsky étaient stationnées ici.

## Histoire
Elle fut ouverte en 1910 avec le même bâtiment que celui de Boutcha mais détruit lors de la Seconde Guerre mondiale, la gare actuelle est de 1960.

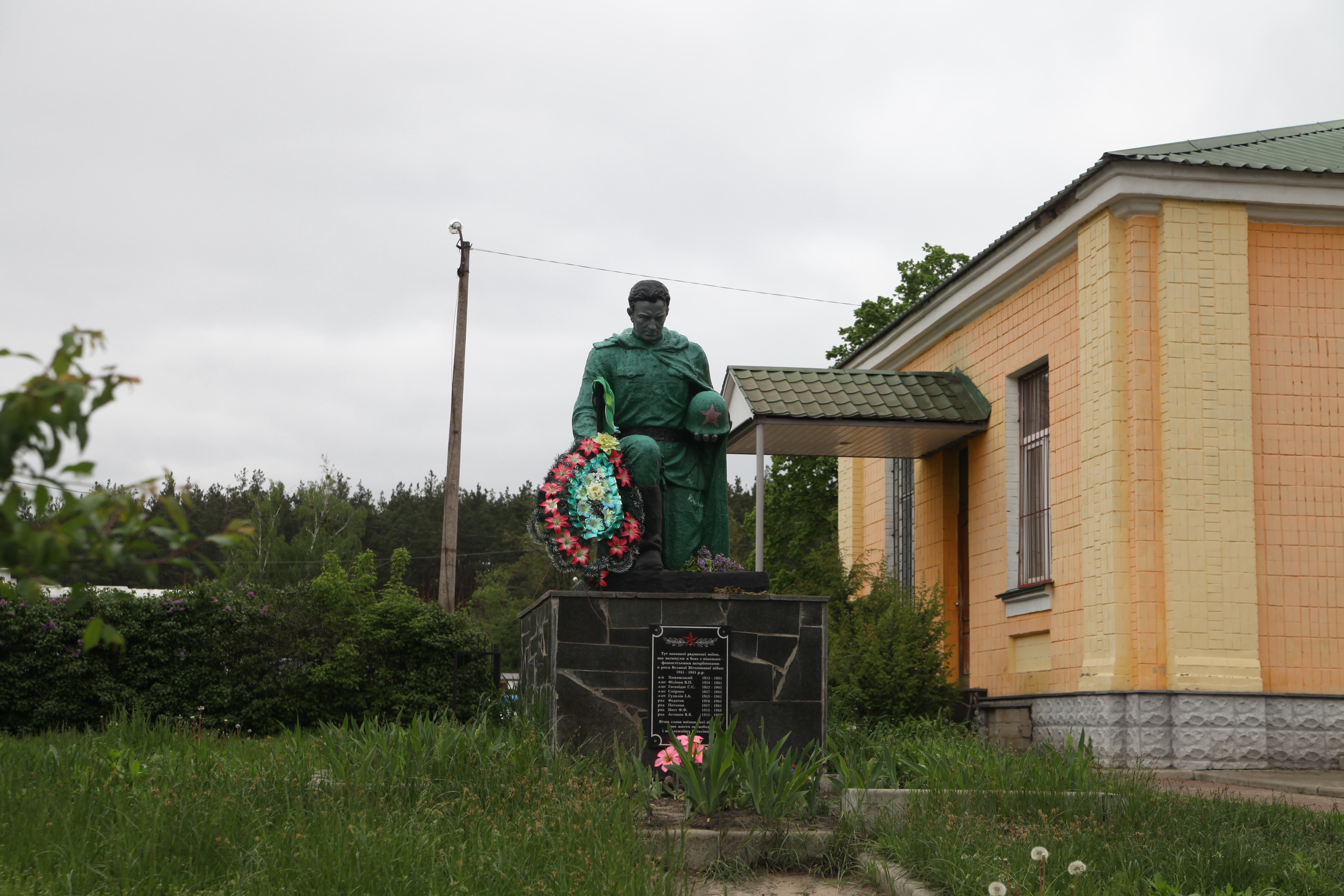
Monument de la gare, classée.

La gare a eu un rôle important lors de la liquidation de l'accident de Tchernobyl, les matériaux acheminés par voie ferroviaire étaient livrés ici.

### Intermodalité

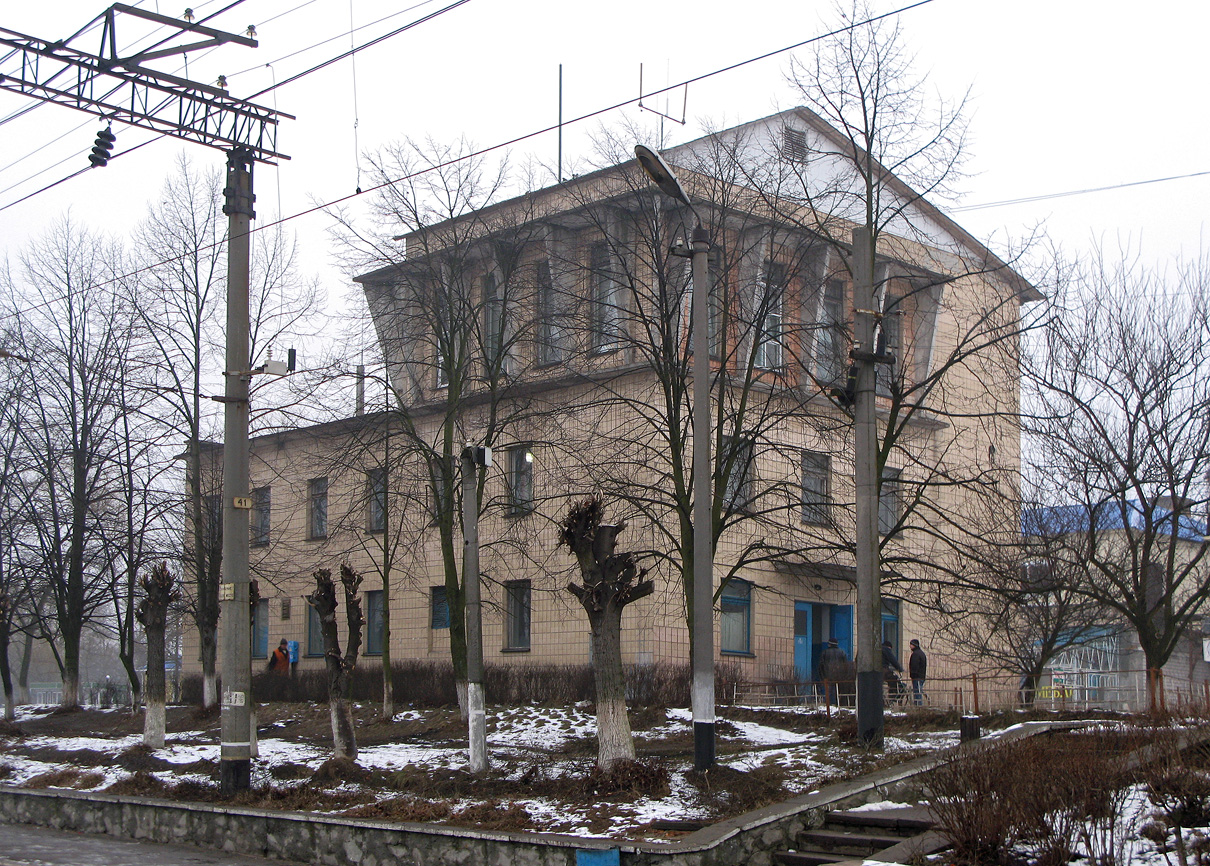
Bâtiment secondaire.